# 영웅기
《영웅기(英雄記)》 또는 《한말영웅기(漢末英雄記)》는 후한 말 군벌들의 사적을 기록한 책으로, 저자는 왕찬(王粲)이다. 일찍 소실되었기 때문에, 명(明)의 왕세정(王世貞)이 일문을 모아 집본을 편찬하였다.
성립 연대는 정확히 알 수 없으나, 연대가 명확한 것 중에는 건안(建安) 13년(208년)의 기사가 최근의 것으로 이 사건 이후 왕찬이 사망한 건안 22년(217년) 사이일 것으로 보인다.
《수서(隨書)》 경적지(經籍志)에 "漢末英雄記八卷王粲撰、殘缺。梁有十卷。"이라는 구절이 보이며, 《구당서(舊唐書)》 경적지에는 "漢末英雄記十卷王粲等撰。"이라는 구절이 보인다. 이 《한말영웅기》가 곧 《영웅기》를 뜻하는 것으로 보인다.
한말(漢末)이라는 수식어가 붙은 것은, 《사고전서총목제요(四庫全書總目提要)》에 고찰한 기록이 보인다.